# منتخب سويسرا لكرة الأرض للسيدات
منتخب سويسرا الوطني لكرة الأرض للسيدات هو ممثل سويسرا الرسمي في المنافسات الدولية في كرة الأرض للسيدات.

## بطولة العالم لكرة الأرض
تشكيلة المنتخب 
1 رامونا باخمان 
2 أليشا ليمان 
3 رافايلي اسماعيلي